# 豫园灯会
豫园灯会是元宵节期间上海豫园一带举办的一项影响力盛大的传统民俗活动。

## 历史
据传，汉代时上海的松江地区就有了由刘濞引入的扬州灯会文化，元宵赏灯的习俗也在上海流行起来。明清期间，城隍庙、豫园一带是松江府上海县县治所在地，成为了上海最繁华热闹的文化场所之一，此处的元宵灯会也便得日趋成熟。王韬在1875年刊印的《瀛壖杂志》中如此记载当年豫园灯会的盛况：
|  | 城隍庙内园，以及萃秀、点春诸胜处……正月初旬以来，重门洞启。嬉春士女，鞭丝帽影，钏韵衣香，报往跋来，几乎踵趾相错，肩背交摩。上元之夕，罗绮成群，管弦如沸，火树银花，异常璀璨。园中茗寮重敞，游人毕集。斯如月明如昼，蹀蹼街前，惟见往还者如织，尘随马去，影逐人来，未足喻也。远近亭台，灯火多于繁星，爆竹之声累累如贯珠不绝，借以争奇角胜。 |

民国时期，虽社会动荡不堪，但城隍庙元宵灯会的习俗还是延续了下来，没有中断。当时《申报》等报刊对于老城厢元宵灯会也多有记载。
中华人民共和国成立后，管理城隍庙的邑庙董事会虽然已不复存在，但在城隍庙观花灯闹元宵的习俗还是一直延续，直至文化大革命开始后停止。1979年文革结束后城隍庙元宵灯会恢复，到1992年为止，时断时续举办过八届。
1995年，豫园商城股份有限公司开始承办灯会，正式命名为豫园新春民俗艺术灯会（简称“豫园灯会”）。豫园灯会自此每年举办，从农历正月初一至正月十八，为期十八天，以当年的生肖为主题。2007年，豫园灯会入选上海市非物质文化遗产名录。2010年，又入选中国国家级非物质文化遗产名录。
在连续举办了20年之后，2015年的豫园灯会受2014年上海外滩踩踏事故影响而取消。而在上海市政协“提升文化软实力，加快建设国际文化大都市”专题会议上，上海市副市长赵雯表示，豫园灯会将于2015年实行整改，2016年恢复开放。
2023年12月15日，豫园灯会首次跨国举办。